# باندا عملاقة
الباندا العملاقة أو البَنْدَة العملاقة أو الدب الصيني أو الدبُّ الأبقع أو دب الخَيْزُران حيوان ضخم من عائلة الدب موطنه الأصلي جنوب وسط وجنوب غرب الصين. يتميز بالهالات السوداء حول عينيه وأذنيه وباستدارة جسمه. ويميزه فروه الثخين الذي يحميه من البرد. الذكور أكبر حجماً من الإناث وتزن نحو 110 كيلوجرامات، أما الإناث فَتَزِنُ نحو 95 كيلوجراما. تطول نحو 140 سم (يراوح طولها من 2 إلى 3 أقدام وقد يصل 6 أقدام) وهو مهددٌ بالانقراض، إذ لا يتجاوز عدده الألف، ومع أنها مصنفة ضمن الحيوانات آكلة اللحوم إلا أن جُلَّ طعامها من الخيزران (بنسبة 99%). وتأكل العسل والبيض والسمك والبطاطا والبرتقال والموز أيضاً.
الباندا العملاقة نوع من الأنواع المحمية لتجنيبها من الانقراض ويظهر تقرير صدر عام 2007 أن عددها وصل 239 وهي التي تعيش في الأسر داخل الصين و 27 خارج البلاد، أما في البرية فهناك نحو 1590 فرد يعيش في البرية، وهناك دراسة أجريت عام 2006 عن طريق تحليل الحمض النووي يقدر فيه أن هذا الرقم يمكن أن يصل إلى 2000 إلى 3000. وتشير بعض التقارير أن عدد الباندا العملاقة في البرية آخذة في الارتفاع أيضاً.

## الوصف
- الباندا العملاقة تملك ثوباً لونه مختلط بين الأسود والأبيض، ويمكن أن يصل طولها 1.5 م أما ارتفاعها إلى الكتف فيُقدر ب 79 سم. والذكور أكبر من الإناث، فالذكور يمكن أن تصل أوزانهم إلى 150 كجم، أما الإناث فهن أصغر من الذكور عموما، وأحيانا يمكن أن تصل أوزانهن إلى 125 كلغ.

الباندا العملاقة نوعٌ مختلف عن باقي الدببة فهي تملك فرواً يختلف لونه في بعض المواضع، فجُلُّ جسمها أبيضٌ خلا الأذنين والعينين والساقين والذراعين والكتفين فهم سودٌ، ويعتقد العلماء أن لذلك دور في التخفي أثناء التعرض للتهديد وكذلك التمويه بين الصخور. وللباندا طبقة صوفية تمنع البرودة من التسلل وتحفظ الحرارة في الغابات الباردة، ولدى الباندا العملاقة فك قوي قادر على تحطيم الخيزران وسحقه. ولدى الباندا العملاقة خمسة أصابع بها مخالب تسمح بعقد الخيزران أثناء تناول الطعام.
ولديها ثاني أكبر ذيل في عائلة الدببة بعد الدب الكسلان ويمكن أن يصل عمره إلى 25-30 سنة.

## السلوك

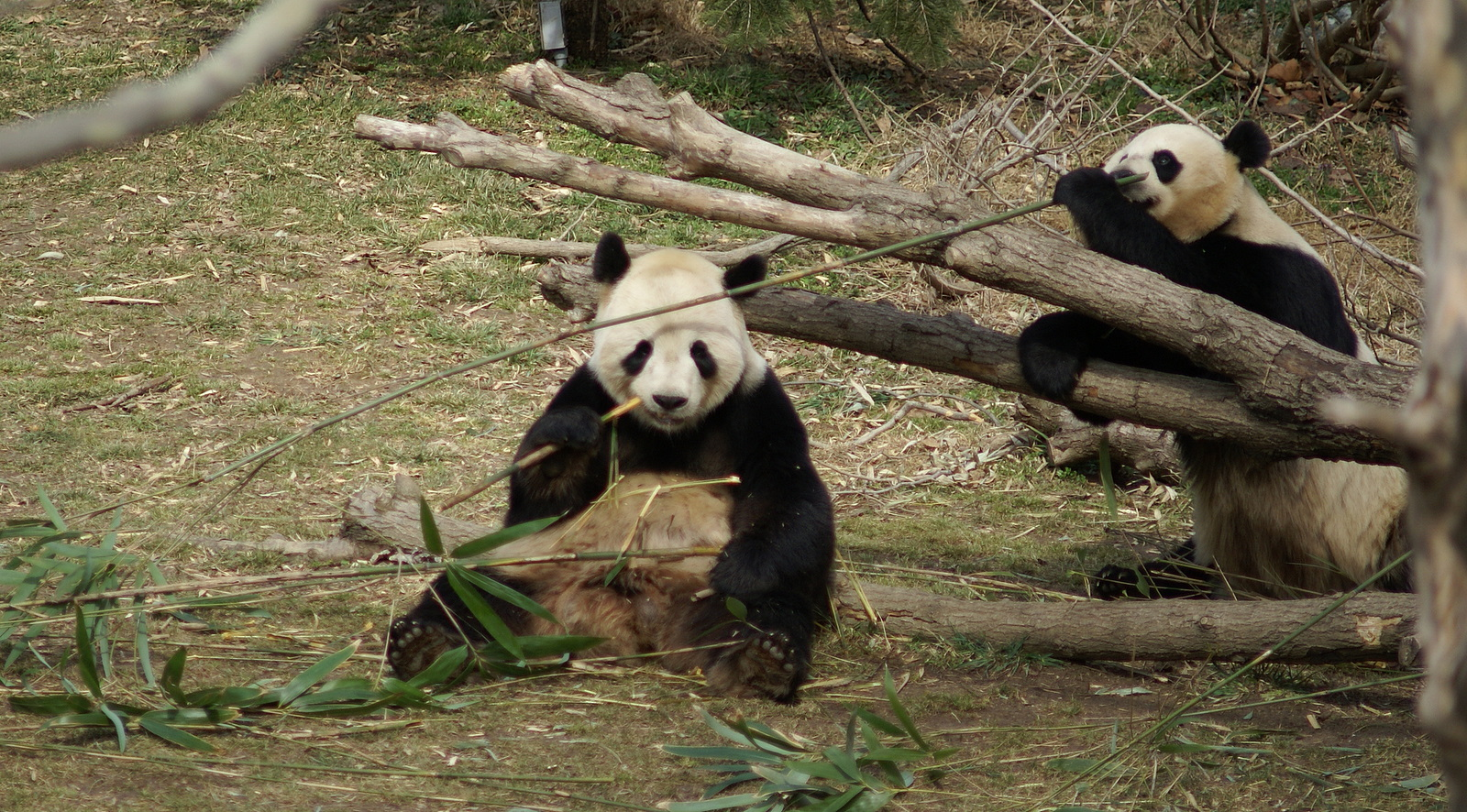
مجموعة من الباندا العملاقة تتناول الخيزران في حديقة واشنطن الوطنية

- تقضي الباندا وقتها في البرية في التجوال والتغذية في غابات الخيزران لجبال تشينلينغ وفي مقاطعة سيتشوان الجبلية. أما تواصُلها فيكون عن طريق خمش الأشجار أو التبول عليها، والباندا العملاق قادرة على التسلق والاحتماء في الأشجار الجوفاء أو شقوق الصخور ولكن تُنشِئُ أوكاراً دائمة. ولهذا السبب لاتعتمد على السبات الشتوي خلافَ الدببة الأُخَر غير المدارية وبدلا من ذلك تتحرك في المرتفعات مع ارتفاع درجات الحرارة. وهي تعتمد أساساً على الذاكرة المكانية بدلًا من الذاكرة البصرية.

الحمية
- الباندا العملاقة هي في الأساس عاشبة وتتبع نظام غذائي عشبي بنسبة 99% والتي تتكون أساسا على الخيزران ومع ذلك، فإن لها جهازًا هضمياً لآكلة اللحوم فضلًا عن جيناتها الغريزية المحددة للحوم، فهي تستمد الطاقة والبروتين من استهلاك الخيزران ويرجع قدرتها على هضم السليلوز إلى الميكروبات في الأمعاء. ويُراوح متوسط ما يأكله الباندا العملاق من الطعام من 9 إلى 14 كغ من الخيزران يومياً. مدخلات الطاقة المحدودة المفروضة عليها من قبل النظام الغذائي لها يأثر على سلوك الباندا. والباندا العملاقة تميل للحد من التفاعلات الاجتماعية وتجنب التضاريس شديدة الانحدار من أجل الحد من هدر الطاقة.
- تأكل 25 نوعاُ من الخيزران في البرية إلا أن أنواع الخيزران توجد على علوٍّ شاهق، وأوراق الخيزران تحتوي على أعلى كميات من البروتين.

## الحفظ

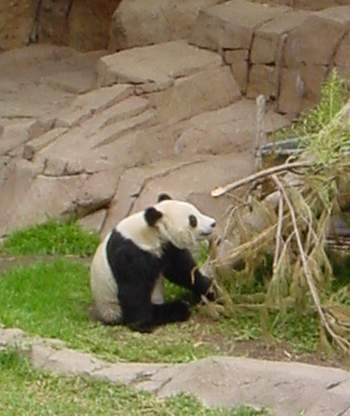
هوا مي باندا مولودة في حديقة سان دييغو سنة 1999

- الباندا العملاقة موجودة في قائمة الأنواع المعرضة للخطر والتهديد بسبب ضياع الأراضي وانخفاض معدل المواليد للغاية، سواء في البرية وفي الأسر.
- وكان الباندا العملاقة هدفا للصيد غير المشروع من جانب السكان المحليين منذ العصور القديمة، والأجانب منذ بدء الاستعمار في أسيا. ولكن بدءا من عام 1930 م أصبح الأجانب غير قادرين على صيد الباندا العملاقة في الصين بسبب الحرب الثانية بين الصين واليابان والحرب الأهلية الصينية، ولكن الباندا كانت ماتزال مصدراً لفراء ناعم للسكان المحليين. ثم تلاحقتها الطفرة السكانية في الصين بعد عام 1949 م مما أدّى إلى الضغط على بيئة الباندا العملاقة والمجاعات اللاحقة أدت إلى الصيد اللامشروع للحيوانات البرية في غابات الصين، بما فيها الباندا.
- بعد الإصلاح الاقتصادي الصيني، أدّى الطلب على جلود الباندا من هونغ كونغ واليابان على الصيد غير المشروع وظهور سوق سوداء، لبيع الجلود أمام تجاهل من جانب المسؤولين المحليين في ذلك الوقت.
- في عام 1990 م ساعدت القوانين (بما في ذلك السيطرة على السلاح وإزالة البشر المقيمين في الغابات) من فرص البقاء على قيد الحياة للباندا، مع هذه الجهود المتجددة وتحسين أساليب الحفظ، بدأت الباندا البرية في الزيادة في بعض المناطق، على الرغم من أنها لا تزال تصنف على أنها من الأنواع النادرة.
- في عام 2006، أفاد العلماء أن عدد حيوانات الباندا العملاقة التي تعيش في البرية بحوالي 1000 فرد، وذلك بالمسوحات السكانية السابقة التي أستخدمت الأساليب التقليدية لتقدير عدد أفراد سكان الباندا البرية، ولكن باستخدام طريقة جديدة بالقيام بتحليلات الحمض النووي من روث الباندا، يعتقد العلماء أن عدد السكان الباندا البرية قد تكون كبيرة مثل 2000 إلى 3000. على الرغم من أن الخطر لا يزال على هذا النوع، ويعتقد أن بجهود الحفظ والعمل. اعتبارا من عام 2006، أُحصي حوالي 40 الباندا في الصين، مقارنة ب 13 فقط قبل عقدين من الزمن.
- والباندا من الحيوانات النادرة المفضلة لدى الناس في كل أنحاء المعمورة، وهي واحدة من الحيوانات التي ساهمت في تصنيف محمية سيتشوان في قائمة اليونيسكو والتي تقع في مقاطعة سيتشوان بجنوب غرب الصين والتي تشمل سبع محميات طبيعية المدرجة على قائمة التراث العالمي عام 2006.
- ولكن رغم الرعاية والحفظ على الباندا العملاقة فإنه ليس كل المحافظين موافقون على إنفاق المال على تربية الباندا في الأسر. فالسيد كريس بيكهام جادل بأن تربية الباندا في الأسر «بلاجدوى» لأنه ليس هناك مايكفي من المحميات للحفاظ عليها، كما أنه تحفظ على الأموال التي تنفق على برنامج حماية الباندا العملاقة ويكن استخدامها في مكان أخر على نحو أفضل، ورغم اعتذاره لمحبي الباندا حول العالم إلا أنه أشار إلى أن برنامج الحماية من أفدح الأخطاء تبذيرا للمال العام في القرن الماضي.

## التكاثر

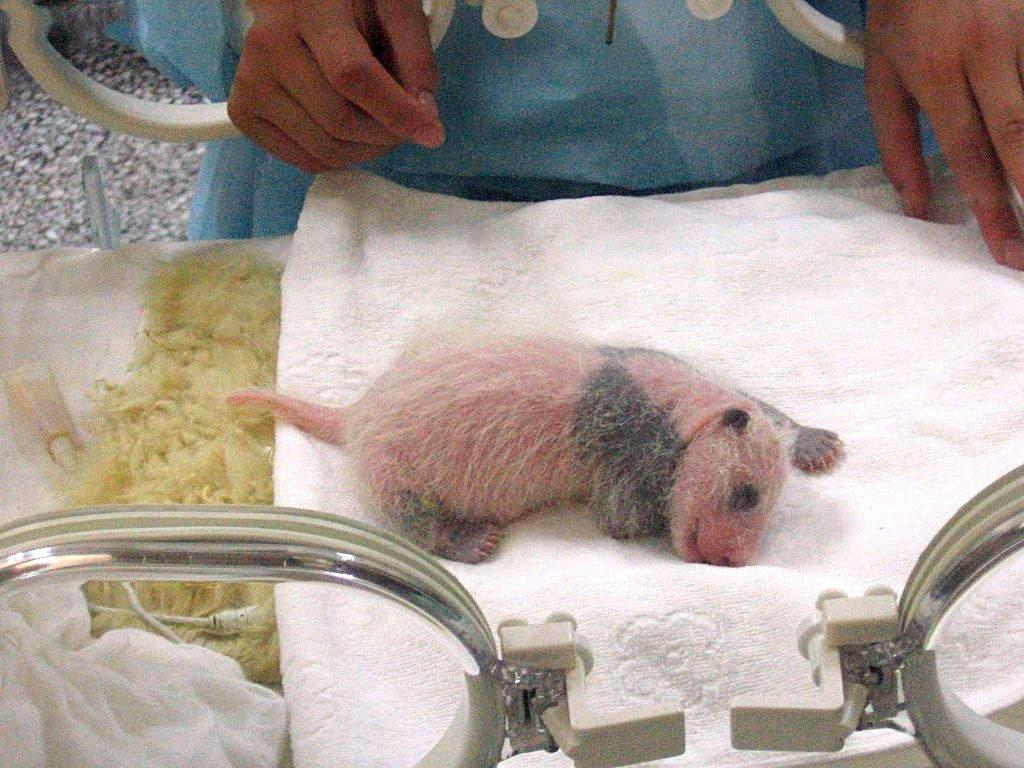
صغير الباندا

- في البداية كانت الوسيلة الوحيدة المستخدمة للتكاثر في الأسر هي عملية التلقيح الاصطناعي، حيث بدا على الباندا فقدان الاهتمام بالتزاوج بمجرد الإمساك بهم وأدى ذلك إلى محاولة بعض العلماء لبعض الطرق المتطرفة كما تبين لهم أشرطة الفيديو من تزاوج حيوانات الباندا العملاقة، كإعطاء حبوب الفياجرا للذكور، إلا أنه في الآونة الأخيرة بدأت عملية نجاح الباحثين في برامج التربية في الأسر، وعقدوا العزم الآن أن الباندا العملاقة يمكن تربيتها مثل تربية مماثلة لبعض الأفراد من الدب الأسود الأميركي، مما أدى لإحياء عائلة مزدهرة. ويعتبر المعدل الحالي الإنجابي صغير واحد مرة كل سنتين.
- الباندا العملاقة تصل إلى مرحلة النضج الجنسي في فترة تتراوح أعمارها بين أربعة وثمانية سنين، وربما حتى سن الإنجاب (20 سنة)،موسم التزاوج ما بين آذار / مارس وأيار / مايو، والأنثى لديها دورة شهرية تستمر ليومين أو ثلاثة ويحدث مرة واحدة في السنة. فترة الحمل تترواح ما بين 95-160 يوم، وتلد الأنثى إلى صغير واحد أو اثنين والصغار عند الولادة تزن ما بين 90-130 غرام فقط وهي عبارة عن 1 / 900 من وزن الأم عادة. وتولد عاجزة عن الحركة فإنها تحتاج إلى عناية الأم التي تختار عادة عند ولادة اثنين أحدهما وتترك الآخر ليموت بعد وقت قصير من الولادة، في هذا الوقت، العلماء لا يعرفون كيف تختار الأنثى الصغير وهذا هو موضوع البحوث الجارية. الأب ليس له دور في المساعدة على اختيار الصغير.
- عند ولادة الصغير يكون لونه وردي وعيناه مغلقتان ويكون عاجز عن الحركة، ويكون ضئيل الحجم للغاية ويصعب على الأم حمايته بسبب حجم الطفل. ويحتاج الصغير لحليب أمه لأكثر من 6-14 مرة في اليوم لمدة تصل إلى 30 دقيقة في المرة الواحدة كل 3 إلى 4 ساعات. مما يؤدي إلى عزوف الأم عن تغديته كل مرة وتتركه شبه معزول. وعند بلوغ أسبوعين أو ثلاثة يبدأ الشعر الأسود يشيب ثم يصبح لأسود ويتخشن بمرور الوقت، وقد تظهر بعض البقع الوردية لكنها تزول في النهاية.

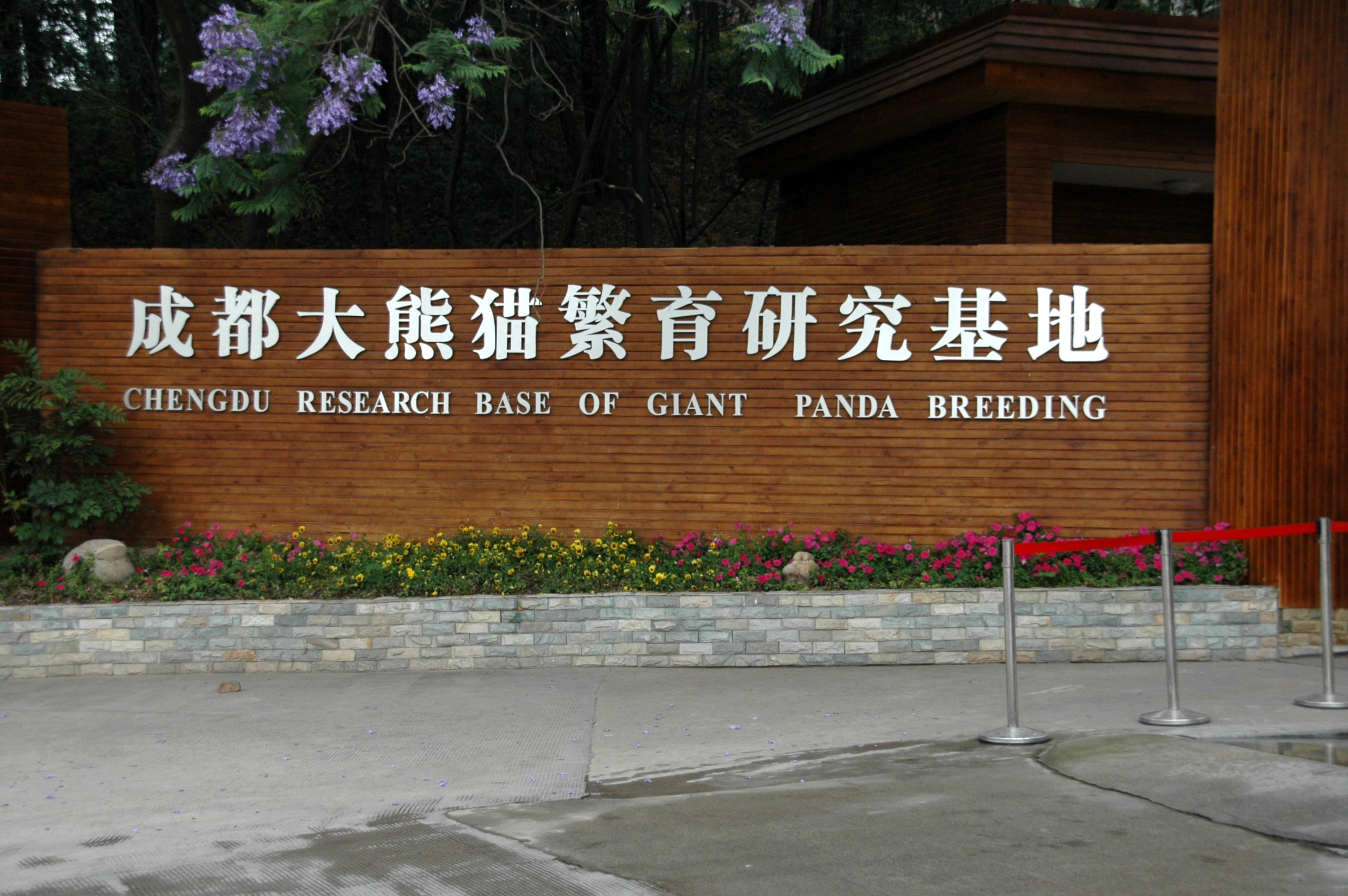
مركز بحوث وتربية الباندا في تشنغدو

- الصغار قادرة على أكل كميات صغيرة من الخيزران بعد ستة أشهر، على الرغم من حليب الأم لا يزال مصدر الغذاء الرئيسي لمعظمها منذ السنة الأولى. صغار الباندا العملاقة تزن 45 كلغ في عام واحد، ويعيشون مع أمهاتهم حتى سن 18 شهر إلى سنتين من العمر.
- في تموز / يوليو 2009، أكد العلماء الصينيون ولادة أول صغير باندا عملاق بنجاح من خلال التلقيح الاصطناعي باستخدام حيوانات منوية مجمدة. وولد الصغير في 07:41 من 23 يوليو من ذلك العام في مقاطعة سيتشوان، واستخرجت تقنية تجميد الحيوانات المنوية بالنتروجين السائل في عام 1980 واعتبرت عملية ولادة صغير باندا بالتلقيح الاصطناعي حلا لمشكلة الباندا والتقليل من تربيتها الصعبة في الأسر، ويمكن بهذه التقنية حفظ المني لعقود مجمدة بين مختلف حدائق الحيوان مما يؤدي لحفظ السلالات من الانقراض. ومن المتوقع أن تتوفر حدائق الحيوان في وجهات مختلفة من العالم مثل سان دييغو في الولايات المتحدة ومكسيكو سيتي أن تكون قادرة على توفير المني الخاص بالباندا لبذر المزيد من الباندا العملاقة.

## في الحدائق
- تتواجد الباندا العملاقة في أغلب حدائق الصين وذلك راجع لمحافظة أسرة هان الإمبراطورية بالصين على موروثها الثقافي، حيث كتب الكاتب سيما كسيانجرو أن الباندا العملاقة هي أغلى الحيوانات الغريبة لدى الأسرة في حديقة الإمبراطور في شيان. وحتى سنة 1950 كانت الباندا تعرض في حدائق الحيوانات.
- في 2006، ذكرت صحيفة نيويورك تايمز الخطوط العريضة لاقتصاديات حفظ الباندا، الذي يكلف خمس مرات أكثر من الحيوان الأغلى التالي الفيل، حدائق الحيوان الأمريكية عموما تدفع للحكومة الصينية مليون دولار سنويا في شكل رسوم وكجزء من عقد نموذجي لمدة عشر سنوات. وأبرز العقود هي عقد سان دييغو مع الصين الذي انتهى عام 2008 لكنها حصلت على تمديد لمدة خمس سنوات بحوالي نصف التكلفة السنوية السابقة.

وبينما يرى كثير من العلماء التجارب العملية أسهل من إصلاح البيئة من حولهم، فإن علماء آخرين يبذلون جهوداً فعالة في العودة إلى الطبيعة، كان آخرها ما نشر في هيئة الإذاعة البريطانية على لسان «لي» مدير وكالة الغابات الصينية من أن مساحة شاسعة من الأراضي سُتشجّر خلال الـ 10 سنوات المقبلة بتكلفة تقدر بـ12 مليار دولار. هذه المساحة تعد أكبر من مساحة ألمانيا، وتقدر بنصف مليون كم2. وقد قررت هذه المساحة بعد محاولات عديدة فاشلة لزرع ملايين الأشجار منذ الثمانينيات.